# Medalla ASME
La Medalla ASME, creada en 1920, es el premio más alto otorgado por la Sociedad Estadounidense de Ingenieros Mecánicos (ASME por sus siglas en inglés) por logros de ingeniería eminentemente distinguidos. El premio se ha entregado todos los años desde 1996 (el primer medallista fue otorgado en 1921) y consiste en un honorario de $15,000 dólares, un certificado, un suplemento de viaje que no debe exceder los $750 dólares y una medalla de oro con las palabras "Lo que aún no es, puede ser".
La ASME también otorga una serie de otros premios anualmente, incluida la medalla Edwin F. Church, la medalla Holley y la medalla Sōichirō Honda.

## Lista de galardonados
Fuente: ASME
- 1921: Hjalmar G. Carlson
- 1922: Frederick A. Halsey
- 1923: John R. Freeman
- 1926: Robert Andrews Millikan
- 1927: Wilfred Lewis
- 1928: Julian Kennedy
- 1930: W. L. R. Emmet
- 1931: Albert Kingsbury
- 1933: Ambrose Swasey
- 1934: Willis Carrier
- 1935: Charles T. Main
- 1936: Edward Bausch
- 1937: Edward P. Bullard, Jr.
- 1938: Stephen J. Pigott
- 1939: James E. Gleason
- 1940: Charles F. Kettering
- 1941: Theodore von Karman
- 1942: Ervin G. Bailey
- 1943: Lewis K. Sillcox
- 1944: Edward G. Budd
- 1945: William F. Durand
- 1946: Morris E. Leeds
- 1947: Paul W. Kiefer
- 1948: Frederick G. Keyes
- 1949: Fred L. Dornbrook
- 1950: Harvey C. Knowles
- 1951: Glenn B. Warren
- 1952: Nevin E. Funk
- 1953: Crosby Field
- 1954: E. Burnley Powell
- 1955: Granville M. Read
- 1956: Harry F. Vickers
- 1957: Llewellen M.K. Boelter
- 1958: Wilbur H. Armacost
- 1959: Martin Frisch
- 1960: C. Richard Soderberg
- 1962: Philip Sporn
- 1963: Igor I. Sikorsky
- 1964: Alan Howard
- 1965: Jan Burgers
- 1967: Mayo D. Hersey
- 1968: Samuel C. Collins
- 1969: Lloyd H. Donnell
- 1970: Robert Rowe Gilruth
- 1971: Horace Smart Beattie
- 1972: Waloddi Weibull
- 1973: Christopher C. Kraft, Jr.
- 1974: Nicholas J. Hoff
- 1975: Maxime A. Faget
- 1976: Raymond D. Mindlin
- 1977: Robert W. Mann
- 1979: Jacob Pieter Den Hartog
- 1980: Soichiro Honda
- 1981: Robert S. Hahn
- 1983: Jack N. Binns, Sr.
- 1984: Aaron Cohen
- 1985: Milton C. Shaw
- 1986: Orlan W. Boston
- 1987: Philip G. Hodge
- 1988: Eric Reissner
- 1989: William R. Sears
- 1990: Harley A. Wilhelm
- 1992: Daniel C. Drucker
- 1993: Richard H. Gallagher
- 1996: Robert C. Dean, Jr.
- 1997: Bernard Budiansky
- 1998: Frank Kreith
- 1999: H. Norman Abramson
- 2000: Arther E. Bergles
- 2001: Warren M. Rohsenow
- 2002: Leroy S. "Skip" Fletcher
- 2003: Norman R. Augustine
- 2004: Bradford W. Parkinson
- 2005: Robert E. Uhrig
- 2006: Richard J. Goldstein
- 2007: Dean L. Kamen
- 2008: Frank E. Talke
- 2009: Nam Pyo Suh
- 2010: John Abele
- 2011: C. Daniel Mote, Jr.
- 2012: Jan D. Achenbach
- 2013: Siavouche Nemat-Nasser
- 2014: Van C. Mow
- 2015: James R. Rice
- 2016: J. N. Reddy
- 2017: Zdeněk P. Bažant
- 2018: Thomas J.R. Hughes
- 2019: Reginald I. Vachon